# کاسین (ورزقان)
کاسین یکی از روستاهای استان آذربایجان شرقی است که در دهستان ازومدل جنوبی بخش مرکزی که در 7کیلومتری شهرستان ورزقان واقع شده‌است از همسایه های این روستا می توان به دیزج کاسین .گویجه سلطان .علویق .روزی.کهنه لو واره جان اشاره کرد .این روستا دارای طبیعتی زیبا است که آب درمانی یل سویی و قوتور سویی در آنجا واقع شده و قلعه قدیمی آن که دارای قدمتی چندین هزار ساله از مناطق دیدنی آن روستا است و  از کوه های بلند و زیبای آنجا میتوان به قرول خانا وکوه نوروز گلی اشاره کرد است که هر سال بعداز 15 اسفند گل های زیبایی به نام گل  نوروز در آنجا می روید .در آمد مردمان انجا از طریق کار در معدن مس سونگون .دامداری و کشاورزی است از نوابغ علمی این روستا می توان به دکتر غلامرضا دهقان و پروفسور علی کریم پور که در حال حاضر در دانشگاه هاروارد مشغول به تحصیل است اشاره کرد 
جمعیت این روستا طبق آمار مرکز بهداشت حدود 6067 نفر است و 1456 خانوار دارد.